# Директен печат на текстил
Директният печат на текстил е процес, при който мастило, на водна основа, се печата директно върху текстила, посредством мастиленоструен принтер. За тази цел, принтерите за директен печат имат специално пригодена табла за поставяне и фиксиране на текстила. Повечето принтери движат самата табла, докато някои модели задвижват принтера, а таблата остава стационарна.
Специфичното при директния печат на текстил е необходимостта от използването на оптимизатор (грунд), чиято основна функция е да направи повърхността гладка и да свърже текстила с мастилото. При печат на текстил с бяла основа, употребата на оптимизатор е задължителна, докато при печат без бяла основа (само CMYK) не е задължително използването на оптимизатор.
Основните преимуществото на директния печат на текстил е възможността за печат на единични бройки, с висока резолюция, без необходимостта от допълнителни настройки, както е примерно при ситопечата.
Най-често директният печат на текстил се използва за печат на единични бройки или малки тиражи тениски, потници, суитчери, торби и т.н., изработени от минимум 50% памук.

## Видове печат върху текстил
При създаването на дрехи с красив дизайн и високо качество на изображението, ключовите фактори включват вида на печата, мастилата, разделителната способност на файла и материята. Основните методи за печат върху текстил са директен печат (DTG) и трансферен печат (DTF). Директният печат е мастиленоструен процес, при който мастилото се нанася директно върху текстила, обикновено памук, с висока разделителна способност. Трансферният печат, от друга страна, пренася изображението от специална хартия към синтетични материи като полиестер, осигурявайки дълготрайни и ярки разпечатки.

## Процес
Преди да се напечата текстилът е необходимо да се „напръска“ с оптимизатор (задължително при използването на бяло мастило), след което се суши на термотрансферна преса за определено време и температура (по препоръки на производителя). Изсушеният текстил се слага на таблата на принтера и посредством RIP софтуера изображението се изпраща за печат от компютъра към принтера. Последната стъпка е фиксирането на мастилата, което отново става с помощта на термотрансферна преса, за определено време и температура, посочени от производителя.
Необходимото оборудване за директен печат на текстил е:
- Специален принтер за директен печат (DTG printer)
- Термотрансферна преса
- RIP (raster image processor) софтуер
- Специална машина за нанасяне на оптимизатор или пистолет за боядисване.
- Консумативи – тениски, мастила, оптимизатор и т.н.

Трайността на печата зависи главно от:
- Правилно изпълнение на процеса
- Качеството на материалите – текстил, мастило и оптимизатор
- Третиране след печат – температура на пране, излагане на силна слънчева светлина, използване на сушилна машина и т.н.

1. ↑  omniprintonline
2. ↑  exiletech.com
3. ↑  Видове печат върху текстил
4. ↑  www.merchology.com